# 全ロシア・ムスリム大会
全ロシア・ムスリム大会（ぜんロシア・ムスリムたいかい）は、第1次ロシア革命期からロシア革命期にかけてのロシアで開催された、ムスリム諸民族による大会である。特にロシア革命中の1917年5月、モスクワで開催された「第1回大会」が知られている。

## 概要

### 第1次ロシア革命期
1905年の第1次ロシア革命勃発後、ガスプリンスキーらタタール人の知識人は、ロシア帝国内のムスリム系民族居住地域に呼びかけ、同年8月、第1回全ロシア・ムスリム大会を開催した。同大会は翌1906年1月に第2回大会を開催して「ロシア・ムスリム連盟」を結成、同年8月の第3回大会では同連盟の政党化が決議された。これらの大会で主導権を握ったのは民族的にはタタール人、政治的にはムスリム自由主義者であった。

### ロシア革命期
ロシア革命期の「第1回」大会は、三月革命後の1917年5月1日、モスクワでロシア領の中央アジア・ザカフカスに在住するムスリム諸民族の代表約900名を集めて開催され、革命に対するムスリム諸民族の方針が協議された。この大会で、ロシア領内に散在して居住するタタール人の代表は、ロシアを単一国家として維持し、そのなかでムスリム諸民族が一体となり文化的自治を行うという提案を行ったが、アゼルバイジャン人のメフメト・エミーン・ラスールザーデ←や中央アジア代表などむしろロシアを連邦国家とし、各民族が領域的自治を行うべきであると主張、後者が大会参加者の大勢を占め、臨時政府に対し民族自決論に基づく連邦国家の実現を求めることとなった。この大会で主導権を握ったのはメンシェヴィキやエス・エルを支持するムスリムであり、大会後の常設機関として中央民族評議会（ロシア･ムスリム評議会）がモスクワで発足した。
第2回大会は同年7月17日から8月2日までカザンで開催されたが、中央民族評議会が機能不全に陥っていたこともあって、トルキスタン・カザフスタン・アゼルバイジャンの代表は参加せず、タタールと北カフカスの代表200名余の参加にとどまった。この大会と同日程・同所で開催された全ロシア・ムスリム軍事大会の決議により、十月革命後の11月、ムスリムによる「民族議会」がウファで発足した。